# Christopher Strachey
Christopher Strachey (* 16. November 1916 in Hampstead, England; † 18. Mai 1975 in Oxford, England) war ein  britischer Informatiker. Er war einer der Begründer der denotationellen Semantik und ein Pionier im Entwurf von Programmiersprachen. Die Familie Strachey hat berühmte Mitglieder in Politik, Kunst, Verwaltung und Wissenschaft.

## Leben
Christopher Strachey wurde am 16. November 1916 als Sohn von Oliver Strachey und Rachel (Ray) Costelloe in Hampstead geboren. Oliver Strachey war der Sohn von Richard Strachey und Urenkel von Sir Henry Strachey, 1st Baronet. Im Jahr 1919 zog die Familie nach Gordon Square. Die Stracheys gehörten zur Bloomsbury Group, zu der auch Virginia Woolf, John Maynard Keynes und Christophers Onkel Lytton Strachey gehörten. Mit 13 Jahren trat Christopher in die Gresham’s School in Holt ein, wo er durch intelligente Leistungen auffiel, aber im Allgemeinen ein mittelmäßiger Schüler war. Im Jahr 1935 wurde er zum King’s College an der University of Cambridge zugelassen, wo er aber seine Studien weiterhin vernachlässigte. Strachey studierte zunächst Mathematik und wechselte dann zur Physik. Gegen Ende seines dritten Jahres in Cambridge erlitt Strachey einen Nervenzusammenbruch, der möglicherweise damit zusammenhing, dass er mit seiner Homosexualität fertigwerden musste. Er kehrte nach Cambridge zurück, aber schaffte nur einen mittelmäßigen Abschluss in Naturwissenschaften.
Da es ihm nicht möglich war, seine Ausbildung fortzusetzen, nahm Christopher eine Stelle als Physiker bei der Firma Standard Telephone & Cables Ltd (STC) an. Sein erster Auftrag war die Entwicklung einer mathematischen Analyse für den Entwurf von Elektronenröhren für die Verwendung im Radar. Die Komplexität der Berechnungen verlangte den Einsatz eines Differential Analyzer. Diese erste Erfahrung mit einer Rechenmaschine weckte Stracheys Interesse und er begann, hierüber zu forschen. Eine Bewerbung um eine Forscherstelle in Cambridge wurde abgelehnt und Strachey arbeitete weiterhin während des ganzen Zweiten Weltkriegs für STC. Nach dem Krieg erfüllte sich für ihn ein lange gehegter Wunsch: Er wurde Lehrer an der St Edmund’s School in Canterbury, wo er Mathematik und Physik unterrichtete. Drei Jahre später, im Jahr 1949, konnte er an die renommiertere Harrow School wechseln, wo er drei Jahre blieb.
Im Januar 1951 stellte ein Freund ihn bei Mike Woodger vom National Physical Laboratory (NPL) vor. Das Labor hatte eine reduzierte Version von Turings Automatic Computing Engine (ACE) erfolgreich gebaut, die Pilot ACE, deren Konzept aus dem Jahr 1945 stammte. In seiner Freizeit entwickelte Strachey ein Programm für das Damespiel, das er im Februar 1951 fertigstellte. Das Spiel verbrauchte den gesamten Hauptspeicher der Pilot ACE und lief erstmals am 30. Juli 1951 am NPL. Als Strachey vom Manchester Mark 1 hörte, der einen viel größeren Hauptspeicher hatte, bat er seinen früheren Kommilitonen Alan Turing um das Handbuch und schrieb das Programm im Oktober 1951 neu in der Maschinensprache dieses Rechners. Außerdem schrieb er eines der ersten Computermusik-Programme; es spielte ein Kinderlied (Baa Baa Black Sheep).
Strachey arbeitete von 1952 bis 1959 für die National Research Development Corporation (NRDC). Während seiner Arbeit am Sankt-Lorenz-Seeweg konnte er verschiedene Rechenzentren in den Vereinigten Staaten besuchen und deren Befehlssätze katalogisieren. Später schrieb er Programme für den Elliott 401 und den Ferranti Pegasus. Außerdem arbeitete er an der Analyse von Vibrationen in Flugzeugen und arbeitete dabei kurzzeitig mit Roger Penrose zusammen. Auch das Konzept des Time-Sharings entwickelte er.
Im Jahr 1959 verließ Strachey das NRDC und wurde freier Berater. Er arbeitete für das NRDC, EMI, Ferranti und andere Organisationen an einer breit gestreuten Anzahl von Projekten. Dazu gehörte Logikentwurf für Computer und später auch der Entwurf höherer Programmiersprachen. Im Rahmen eines Vertrags, einen Autocode für den Ferranti Orion herzustellen, stellte Strachey Peter Landin ein, der für die Dauer seiner Beratertätigkeit sein einziger Assistent blieb.
Im Jahr 1962 nahm er eine Stelle an der Cambridge University an, blieb aber weiterhin auch freier Berater. 1965 nahm er dann eine Stelle an der Oxford University als erster Direktor der Programming Research Group an. Dort arbeitete er mit Dana Scott zusammen.
Strachey starb am 18. Mai 1975 im Alter von 58 Jahren an einer Hepatitis.

## Werk
Strachey entwarf die Combined Programming Language (CPL) und wies als erster auf den Unterschied zwischen L-Wert und R-Wert von Variablen in der Programmierung hin. Außerdem prägte er den Begriff Currying; das dahinterstehende Konzept geht auf Haskell Brooks Curry zurück.
Er spielte eine entscheidende Rolle bei der Entwicklung des Ferranti PEGASUS-Computers.
Die Makro-Programmiersprache m4 (Programmiersprache) bezieht ihre Konzepte aus dem GPM, der in seiner Arbeit A General Purpose Macrogenerator beschrieben wurde. GPM ist einer der ältesten Makroprozessoren.